# ازرا استون
اِزرا استون (انگلیسی: Ezra Stone؛ ۲ دسامبر ۱۹۱۷ – ۳ مارس ۱۹۹۴) کارگردان تلویزیونی و بازیگر اهل ایالات متحده آمریکا بود. وی دانش‌آموختهٔ دانشگاه تمپل و آکادمی هنرهای دراماتیک آمریکا بود.

از فیلم‌ها یا مجموعه‌های تلویزیونی که وی در آن‌ها نقش داشته است، می‌توان به گمشده در فضا اشاره نمود.